# Ellen Reid
Ellen Lorraine Reid (Selkirk, 14 luglio 1966) è una cantante e tastierista canadese.
È la corista, tastierista e, a volte, cantante della band canadese Crash Test Dummies.

## Biografia
Ellen Reid entrò nei Crash Test Dummies nel 1989. In tre brani dell'album Give Yourself a Hand è la voce solista. In alcuni concerti, Reid ha cantato canzoni inedite come If I Had My Way ed è famosa per aver cantato nella cover di The Ballad of Peter Pumpkinhead.
Nel 2001, Reid incise il suo primo album solista: Cinderellen. Reid cantò alcune canzoni dell'album Jingle all the Way. Nel 2004 venne coinvolta nell'album Songs of the Unforgiven. Dal 2006 al 2009 registrò insieme a Brad Roberts l'ultimo album dei Dummies Oooh La La! pubblicato nel 2010, dove lei canta nell'ultimo brano. Reid parteciperà al tour per l'album come artista principale insieme a Roberts.

## Discografia

### Con i Crash Test Dummies
- 1991: The Ghosts That Haunt Me
- 1993: God Shuffled His Feet
- 1996: A Worm's Life
- 1999: Give Yourself a Hand
- 2002: Jingle all the Way
- 2003: Puss 'n' Boots
- 2004: Songs of the Unforgiven
- 2010: Oooh La La!

### Solista
- 2001: Cinderellen